# Tuulikki Jahre
Melita Tuulikki Jahre z domu Ryynänen (ur. 11 sierpnia 1951 w Pielisjärvi) – szwedzka kolarka szosowa pochodzenia fińskiego, srebrna medalistka mistrzostw świata.

## Kariera
Największy sukces w karierze Tuulikki Jahre osiągnęła w 1980 roku, kiedy zdobyła srebrny medal w wyścigu ze startu wspólnego podczas mistrzostw świata w Sallanches. W zawodach tych wyprzedziła ją tylko Amerykanka Beth Heiden, a trzecie miejsce zajęła Brytyjka Mandy Jones. Był to jedyny medal wywalczony przez Jahre na międzynarodowej imprezie tej rangi. Na rozgrywanych rok później igrzyskach olimpijskich w Los Angeles wyścig ze startu wspólnego ukończyła na szesnastej pozycji. Wielokrotnie zdobywała medale mistrzostw krajów nordyckich, w tym sześć złotych. Wielokrotnie również zdobywała medale mistrzostw Szwecji, przy czym jedenastokrotnie zwyciężała.